# Поланець
Пола́нець (пол. Połaniec) — місто в південній Польщі, на річці Вісла.
Належить до Сташовського повіту Свентокшиського воєводства.

## Відомі люди

### Поланецькі каштеляни
- Ян Коморовський — тесть Станіслава Орлика[4]

## Демографія
Демографічна структура станом на 31 березня 2011 року:
|          | Загалом | Допрацездатний вік | Працездатний вік | Постпрацездатний вік |
| -------- | ------- | ------------------ | ---------------- | -------------------- |
| Чоловіки | 4159    | 792                | 3139             | 228                  |
| Жінки    | 4289    | 811                | 2959             | 519                  |
| Разом    | 8448    | 1603               | 6098             | 747                  |